# Jules Mikhael Al-Jamil
Jules Mikhael Al-Jamil (Karakosche, 18 novembre 1938 – Roma, 3 dicembre 2012) è stato un arcivescovo cattolico iracheno.

## Biografia
Jules Mikhael Al-Jamil nacque a Karakosche, in Iraq, il 18 novembre 1938. Dopo aver completato gli studi canonici fu ordinato sacerdote il 7 giugno 1964.
Il 1º agosto 1986 fu nominato arcivescovo titolare di Takrit dei Siri e consacrato il 9 novembre 1986.
Il 21 novembre 2011 fu nominato accademico ordinario dell'Accademia teutonica "Enrico VI di Hohenstaufen" e familiare dell'Ordine teutonico.
Fu procuratore a Roma del patriarcato di Antiochia dei Siri (Libano) e rettore della chiesa di Santa Maria della Concezione in Campo Marzio.
A seguito di quanto stabilito all'unanimità dal consiglio comunale di Atri del 29 novembre 2008, ricevette la cittadinanza onoraria per meriti speciali verso la cittadinanza atriana. La cerimonia di conferimento si tenne il 17 novembre 2012 alle ore 18:00, presso il palazzo comunale di Atri.
È scomparso il 3 dicembre 2012 all'età di 74 anni.
Era una delle poche persone al mondo in grado di parlare e scrivere in aramaico.

## Genealogia episcopale e successione apostolica
La genealogia episcopale è:
- Patriarca Ignazio Matteo Benham
- Patriarca Ignazio Giorgio V Sayar
- Patriarca Ignazio Antonio I Samheri
- Patriarca Ignazio Giorgio V Chelhot
- Patriarca Ignazio Efrem II Rahmani
- Cardinale Ignazio Gabriele I Tappouni
- Patriarca Ignazio Antonio II Hayek
- Arcivescovo Jules Mikhael Al-Jamil